# Choronzon
Choronzon je treći studijski album britanskog blackened death metal-sastava Akercocke. Album je 4. studenog 2003. godine objavila diskografska kuća Earache Records.

## O albumu
Glazbeni uzorak na početku pjesme "Praise the Name of Satan" preuzet je iz uvodne scene epizode "Guardian of the Abyss" serije Hammer House of Horror.
Za pjesmu "Leviathan" bio je snimljen glazbeni spot koji je snimio Paul Harries iz časopisa Kerrang!.

## Popis pjesama
Tekstovi: David Gray. 
| 1.    | »Praise the Name of Satan«             | 7:09 |
| 2.    | »Prince of the North« (instrumental)   | 2:04 |
| 3.    | »Leviathan«                            | 7:47 |
| 4.    | »Enraptured by Evil«                   | 4:06 |
| 5.    | »Choronzon« (instrumental)             | 2:07 |
| 6.    | »Valley of the Crucified«              | 5:09 |
| 7.    | »Bathykolpian Avatar«                  | 5:25 |
| 8.    | »Upon Coriaceous Wings« (instrumental) | 1:46 |
| 9.    | »Scapegoat«                            | 4:13 |
| 10.   | »Son of the Morning«                   | 5:32 |
| 11.   | »Becoming the Adversary«               | 6:50 |
| 12.   | »Goddess Flesh«                        | 2:31 |
| 54:39 |                                        |      |

## Recenzije
Časopis Kerrang! pohvalio je album, izjavljujući da je "Akercocke imao dovoljno vremena i financijske moći da stvori album za koji je cijelo vrijeme prijetio da će stvoriti. I u potpunosti je jebeno veličanstven [...]. Bezbrojni trenutci inovacije koji će zaslijepiti i oduševiti svakog tko žudi za nečim istinski inspirativnim [...]. Ove godine nećete čuti niti jedan maštovitiji ili hrabriji album [od ovog]" te ga je nazvao najboljim albumom 2003. godine. Terrorizer ga je nazvao "najinventivnijim Akercockeovim albumom do sada".
John Serba, glazbeni kritičar sa stranice AllMusic, dodijelio je albumu četiri od pet zvjezdica te je izjavio: "Jedan su od avanturističkijih ekstremnih metal albuma iz 2003. godine objavili mahniti britanski sotonistički disidenti Akercocke. Choronzon, treći album sastava, juri iz vrlo melodičnih progresivnih i klasičnih dionica u najprimitivniji, destruktivni death metal koji je moguće zamisliti -- te u sve ono između. Sjajan i prekrasan instrumental "Prince of the North" vodi u skladbu "Leviathan", vrlo sofisticiranu sedmominutnu kavalkadu udarnih rifova, čistih vokala i melodičnih vrhunaca -- nakon koje slijedi "Enraptured by Evil", koja bi, sa svojim jednostavnim dvonotnim, četverodobnim gitarističkim plesom, smiješnim blast beatovima i vokalnim podrigivanjima izvedenim pomoću ruku skupljenih oko mikrofona (uz očekivani melodičan odmor) mogla biti emocionalno zakržljali Cannibal Corpse iz 1991. godine. Također dodajte zle sintesajzere na instrumentalima "Upon Coriaceous Wings" i "Choronzon" (sjetite se filmske glazbe za Paklenu naranču); rifove u tonu Sepulture u doba albuma Beneath the Remains na skladbi "Scapegoat"; čudnovato pamtljive crte "Son of the Morninga" (prisutnih prije nego pjesma eksplodira u krhotine ledenih norveških melodija, naravno); atmosferu mahnite komorne glazbe u "Goddess Flesh"; pokoji ukras obrađene elektroničke buke i udaraljki; gole žene u knjižici CD-a; uvjerljive, odane sotonističke tekstove i dobit ćete... ovaj, pa, deliričnu, ponekad doista stravičnu zbrku metala koja ponekad podsjeća na Nile ili Morbid Angel ili Emperor ili sudoper, do razine gdje ćete reći da vam zvuči kao sve i kao ništa što ste prije čuli. Akercocke je, u najmanju ruku, ambiciozan. Choronzon gurka nekoliko granica metala u neistraženi teritorij te, unatoč nekolicini upitnih produkcijskih odabira (zvuk čistih death metal blastova zvuči razočaravajuće tanko, a "brutalni" vokali podsjećaju na konstipiranu gorilu), ipak dosljedno kucka u slušačev cerebralni korteks svojom dezorijentirajućom tehnikalnošću. Naravno, bit ćete opijeni parama koje stvara svo to mijenjanje brzina, ali kovitlajuća mješavina slika, zvukova i mirisa koju Akercocke stvara često je istovremeno i zabavna i umjetnički vjerodostojna."

## Zasluge
| Akercocke - David Gray – bubnjevi - Jason Mendonça – vokali, gitara - Peter Theobalds – bas-gitara, dizajn, omot albuma - Paul Scanlan – gitara Dodatni glazbenici - Ilia Rodriguez – elektronika i gitara (na pjesmama 5 i 9) | Ostalo osoblje - Neil Kernon – miksanje - Martin Bonsoir – snimanje - John Paul – mastering - Sam Scott-Hunter – fotografija - Fin Costello – naslovnica |